# Thiệu Ánh Dương
Thiệu Ánh Dương (sinh năm 1970 tại Hải Phòng) là một nam diễn viên điện ảnh và truyền hình Việt Nam. Ánh Dương nổi tiếng đầu thập niên 90 với các vai diễn trong dòng phim nghệ thuật kén khán giả, điển hình là hai vai diễn thành công trong các phim Lưỡi dao và Những nẻo đường phù sa.

## Tiểu sử
Sinh năm 1970 tại Hải Phòng trong một gia đình có bố là một sĩ quan, đại tá quân đội, là con út trong gia đình. Ánh Dương hồi nhỏ khá bướng, nghịch ngợm.
Thời đi học, anh tham gia hầu hết các hoạt động văn hóa nghệ thuật của trường. Đam mê nghề thủy thủ viễn dương và muốn được sống phiêu lưu y như các nhân vật trong sách. Tuy nhiên. Cuối năm lớp 11, anh ghi tên học lớp trung cấp điện ảnh TP HCM bởi nghĩ rằng chỉ có điện ảnh mới đưa anh đến với những nhân vật thần tượng của mình. Trong thời gian học, nhiều đạo diễn đã chú ý đến anh.
Năm 1990, anh được mời vào một vai "nhỏ" trong Vị đắng tình yêu, nhưng cũng từ vai diễn đó mà anh được nhận nhiều vai khác trong Vĩnh biệt mùa hè, Hai nửa yêu thương, Băng qua bóng tối.
Nhưng anh không chỉ đến với điện ảnh, mà khát khao vươn thêm con đường sự nghiệp bằng một hướng khác. Năm 1991, anh thi đỗ Đại học Luật. Điện ảnh là nghề anh yêu thích, nhưng không gian của nghề luật lại thích hợp với tính cách và cuộc sống của anh hơn.
Trong thời gian học, anh tiếp tục đóng phim như Lưỡi dao, Những nẻo đường phù sa, Người đẹp Tây Đô. Anh cũng nhận được nhiều giải thưởng điện ảnh sau những phim này và tốt nghiệp Khoa Luật kinh tế của Đại học Luật năm 1996.
Sau bộ phim Những nẻo đường phù sa, anh không đóng phim nữa mà chuyên tâm vào việc thành lập công ty luật tư vấn cho riêng mình.

## Đời tư
Anh trải qua hai đời vợ, vợ đầu tên Kiều Việt Liên, vợ sau tên Hoàng Yến và có ba người con. Anh hiện mở công ty luật, làm quản lý tại một ngân hàng và định cư ở Hà Nội.

## Các phim tham gia
- Vị đắng tình yêu
- Bọn trẻ
- Cô lái taxi
- Vĩnh biệt mùa hè
- Hai nửa thương yêu
- Băng qua bóng tối
- Lưỡi dao
- Ai xuôi vạn lý
- Những nẻo đường phù sa
- Người đẹp Tây Đô
- Bản tình ca trong đêm
- Lạc cầm

## Giải thưởng
- Diễn viên phụ xuất sắc năm 1992 với phim Hai nửa yêu thương.

- Diễn viên chính xuất sắc Bông sen vàng năm 1996 với phim Lưỡi dao.

- Giải Mai Vàng do báo Người Lao Động bình chọn năm 1996 với phim Bản tình ca trong đêm